# Anton Hoffmann
Anton Hoffmann, född 10 april 1863 i Bayreuth, död 26 januari 1938 i München, var en tysk målare och illustratör.
Anton Hoffman ägnade sig först åt militärbanan och tecknade på lediga stunder för Fliegende Blätter, tog efter nio års tjänst avsked och studerade till 1895 vid Münchens konstakademi. Hoffman utgav klassiska bilderböcker, illustrerade en rad böcker, bland annat Friedrich Stoltzes Latern, gjorde en teckningssvit med ämne från fransk-tyska kriget 1870–1871 samt studier över uniformer i bayerska armén. Som stafflimålare gjorde han framför allt militära och historiska scener. Hoffman utgav Das Heer des blauen Königs (1910).